# Мостиський район
Мостиський район — колишній район України на заході Львівської області.

## Географія
Характерною особливістю Мостиського району є те, що через його територію проходить Головний європейський вододіл. На території району є такі корисні копалини: природний газ (Буцевське газове родовище), торф, пісок, глина. Через Мостиська протікає річка Січна.

## Історія
Мостиська виникли на дуже давньому, важливому шляху із Західної Європи на Русь. З цього погляду промовистим і символічним є походження назви міста від слова «мости» — вони і нині обступають місто з чотирьох сторін.
А перша письмова згадка про Мостиська датована у Галицько-волинському літописі 1244 роком. Саме тоді поблизу Мостищ (колишня назва Мостиськ) відбувся бій між військами князя Данила Галицького і князя чернігівського Михайла, який з допомогою деяких галицьких бояр та угорського короля тимчасово захопив галицький престол.
Найстарішими будівлями у Мостиськах, які збереглися до наших днів, є костел св. Яна (1550 р.), Домініканський костел (1598 р.), Покровська церква (1636 р.), дерев'яна церква на передмісті Завада (1725 р.), колишній панський палац на передмісті Рудники (середина XVIII ст.). Найдавнішою церквою в районі є дерев'яна церква св. Миколая (1587 р.), що в с. Чишки (вона перевезена зі с. Тщенець у XVIII ст.).
1902 року між селами Баличі, Велиш Новосілки і Мочеради досліджено курганні могильники культури шнурової кераміки, яка датується III і першою половиною II тисячоліття до нашої ери. Подібний курган у 1935 р. виявлено біля с. Стоянці в урочищі Гайок.
Археологічні пам'ятки різних періодів історії помічено на околицях м. Мостиська, сіл Гостинцеве, Биків, Буців, Шегині та ряду інших населених пунктів.
1959 року до складу Мостиського району увійшов Судово-Вишнянський район.
25 травня 2014 року відбулися Президентські вибори України. У межах Мостиського району було створено 88 виборчих дільниць. Явка на виборах складала — 81,56 % (проголосували 36 681 із 44 974 виборців). Найбільшу кількість голосів отримав Петро Порошенко — 71,22 % (26 123 виборців); Юлія Тимошенко — 10,92 % (4 007 виборців), Олег Ляшко — 7,22 % (2 650 виборців), Анатолій Гриценко — 4,23 % (1 553 виборців), Олег Тягнибок — 2,93 % (1 074 виборців). Решта кандидатів набрали меншу кількість голосів. Кількість недійсних або зіпсованих бюлетенів — 0,83 %.

## Адміністративний устрій
Адміністративно-територіально район поділяється на 2 міські громади, 2 сільські громади та 31 сільську раду, які об'єднують 112 населених пунктів і підпорядковані Мостиській районній раді. Адміністративний центр — місто Мостиська.

## Населення
Розподіл населення за віком та статтю (2001):
| Стать | Всього | До 15 років | 15-24 | 25-44 | 45-64 | 65-85 | Понад 85 |
| --- | ------ | ----------- | ----- | ----- | ----- | ----- | -------- |
| Чоловіки | 29 056 | 6583        | 4524  | 9376  | 5438  | 3017  | 118      |
| Жінки | 32 862 | 6396        | 4396  | 8691  | 6409  | 6441  | 529      |
| \| Статево-вікова піраміда \| Статево-вікова піраміда \| Статево-вікова піраміда \| \| ----------------------- \| ----------------------- \| ----------------------- \| \| Чоловіки \| Вік \| Жінки \| \| 118 \| 85 + \| 529 \| \| 219 \| 80-84 \| 716 \| \| 504 \| 75-79 \| 1519 \| \| 1036 \| 70-74 \| 1982 \| \| 1258 \| 65-69 \| 2224 \| \| 1317 \| 60-64 \| 1885 \| \| 1103 \| 55-59 \| 1302 \| \| 1342 \| 50-54 \| 1490 \| \| 1676 \| 45-49 \| 1732 \| \| 2449 \| 40-44 \| 2230 \| \| 2335 \| 35-39 \| 2211 \| \| 2304 \| 30-34 \| 2119 \| \| 2288 \| 25-29 \| 2131 \| \| 2154 \| 20-24 \| 2059 \| \| 2370 \| 15-20 \| 2337 \| \| 2545 \| 10-14 \| 2544 \| \| 2214 \| 5-9 \| 2181 \| \| 1824 \| 0-4 \| 1671 \| |        |             |       |       |       |       |          |
| Статево-вікова піраміда |        |             |       |       |       |       |          |
| Чоловіки | Вік    | Жінки       |       |       |       |       |          |
| 118 | 85 +   | 529         |       |       |       |       |          |
| 219 | 80-84  | 716         |       |       |       |       |          |
| 504 | 75-79  | 1519        |       |       |       |       |          |
| 1036 | 70-74  | 1982        |       |       |       |       |          |
| 1258 | 65-69  | 2224        |       |       |       |       |          |
| 1317 | 60-64  | 1885        |       |       |       |       |          |
| 1103 | 55-59  | 1302        |       |       |       |       |          |
| 1342 | 50-54  | 1490        |       |       |       |       |          |
| 1676 | 45-49  | 1732        |       |       |       |       |          |
| 2449 | 40-44  | 2230        |       |       |       |       |          |
| 2335 | 35-39  | 2211        |       |       |       |       |          |
| 2304 | 30-34  | 2119        |       |       |       |       |          |
| 2288 | 25-29  | 2131        |       |       |       |       |          |
| 2154 | 20-24  | 2059        |       |       |       |       |          |
| 2370 | 15-20  | 2337        |       |       |       |       |          |
| 2545 | 10-14  | 2544        |       |       |       |       |          |
| 2214 | 5-9    | 2181        |       |       |       |       |          |
| 1824 | 0-4    | 1671        |       |       |       |       |          |

Національний склад населення району за переписом 2001 року
- українці — 91,8 %
- поляки — 7,6 %
- росіяни — 0,5 %

За даним всеукраїнським переписом населення 2001 року, мовний склад району був таим:
| Мови       | Кількість людей | Частка, % |
| ---------- | --------------- | --------- |
| українська | 57 690          | 93,21     |
| польська   | 3 912           | 6,32      |
| російська  | 260             | 0,42      |
| інші       | 30              | 0,05      |
| всього     | 61 892          | 100       |

Етномовний склад населених пунктів району за переписом 2001 р. (рідна мова населення)
|                               | українська | російська | польська |
| Мостиський район              | 93,2       | 0,4       | 6,3      |
| м. Мостиська                  | 80,6       | 1,4       | 18,0     |
| м. Судова вишня               | 99,1       | 0,5       | 0,4      |
| Арламівськоволянська сільрада | 100,0      |           |          |
| Балицька сільрада             | 99,9       | 0,1       | 0,1      |
| Берегівська сільрада          | 99,9       | 0,1       |          |
| Годинівська сільрада          | 99,3       | 0,2       | 0,5      |
| Гостинцівська сільрада        | 98,0       | 0,3       | 1,6      |
| Гусаківська сільрада          | 98,0       | 0,1       | 2,0      |
| Дидятицька сільрада           | 100,0      |           |          |
| Дмитровицька сільрада         | 99,9       | 0,1       |          |
| Довгомостиська сільрада       | 99,7       | 0,2       | 0,1      |
| Зав'язанцівська сільрада      | 100,0      |           |          |
| Золотковицька сільрада        | 98,1       |           | 1,9      |
| Крукеницька сільрада          | 98,7       | 0,4       | 0,9      |
| Крисовицька сільрада          | 81,1       | 0,1       | 18,7     |
| Липниківська сільрада         | 33,2       |           | 66,9     |
| Маломокрянська сільрада       | 99,9       | 0,1       |          |
| Малнівськоволянська сільрада  | 99,9       | 0,1       |          |
| Малнівська сільрада           | 99,8       | 0,1       | 0,1      |
| Мостиська Другі сільрада      | 95,9       | 1,2       | 2,5      |
| Мишлятицька сільрада          | 98,4       | 0,1       | 1,5      |
| Підлісківська сільрада        | 98,8       | 0,1       | 1,1      |
| Пнікутська сільрада           | 71,7       | 0,3       | 28,0     |
| Поповицька сільрада           | 99,4       | 0,5       | 0,1      |
| Раденицька сільрада           | 98,8       | 0,1       | 1,2      |
| Соколянська сільрада          | 99,8       | 0,2       |          |
| Стоянцівська сільрада         | 99,8       |           | 0,2      |
| Твіржанська сільрада          | 99,2       | 0,5       | 0,4      |
| Тщенецька сільрада            | 67,5       | 0,4       | 31,9     |
| Чернівська сільрада           | 99,8       | 0,1       | 0,0      |
| Шегинівська сільрада          | 97,8       | 1,1       | 0,8      |
| Хлиплівська сільрада          | 99,7       | 0,3       |          |
| Хідновицька сільрада          | 99,5       | 0,4       | 0,1      |

## Транспорт
Районом проходить міжнародний автошлях E40.

## Інфраструктура
Активно розвивається соціальна інфраструктура району. Зокрема, в сфері охорони здоров'я функціонує 3 лікарні, 8 амбулаторій, 52 фельдшерсько-акушерські пункти, 2 поліклініки (в тому числі районна на 600 відвідувачів в день). Діє 10 аптек, 2 будинки-Інтернати для інвалідів та осіб похилого віку. Нараховується 60 бібліотек, 69 — Народних домів. Історико-краєзнавчі музеї є у містах Мостиська і Судова Вишня.
Релігійних організацій в районі зареєстровано 148, вони представляють в основному українську греко-католицьку церкву, українську автокефальну православну церкву, українську православну церкву (Київського патріархату) та римо-католицьку церкву.
Мостиський район представлений широко розвинутою прикордонною інфраструктурою. Щодня Мостиську митницю перетинають сотні одиниць автотранспорту — в Україну і з України в європейські країни. З кінця 1997 року на пропускному прикордонному пункті «Шегині» діє перший в Україні піший митний перехід[джерело?].
Діють авто термінал, автостанція, ринок. Сервісна інфраструктура представлена готелями у Мостиськах, у прикордонному селі Шегині, а на околиці Судової Вишні (при трасі Львів-Шегині) діє кемпінг «Міраж».

## Природно-заповідний фонд

### Геологічні пам'ятки природи
Валуни польодовикового періоду (с. Боляновичі), Залишки польодовикової морени з викопним торфовищем (с. Крукеничі).

### Парки-пам'ятки садово-паркового мистецтва
Парк XVIII ст. (с. Крукеничі), Парк XVIII ст. (с. Тщенець), Парк XIX ст. (м. Судова Вишня), Тишковицький парк (с. Тишковичі).

## Особистості
Так склалось історично, що на Мостищині в минулому значних величин сягнули і українська, і польська культури, вони розвивалися паралельно, взаємозбагачувалися. Зі села Радохінці походив видатний астроном, історик і географ Бернард Ваповський (XVI століття). Із міста Судова Вишня в XVII столітті вийшли польський письменник Мартин Кровіцький і український письменник-полеміст Іван Вишенський. У селі Плешевичі народився найвизначніший філософ та економіст XVII століття Андрій Фредро, а з Мостиськ походив відомий учений-економіст Польщі XVII століття Ян Тоболька.
Пізніше недалеко Мостиськ народилися і працювали такі видатні українські постаті як вчений-філолог і педагог Яким Ярема (с. Арламівська Воля), співак світової слави Модест Менцинський (с. Новосілки). Поблизу Судової Вишні, у с. Бортятин, проживав талановитий і надто чуйний до краси рідної природи поет Богдан-Ігор Антонич.
Мостищину активно відвідували Іван Франко, члени «Руської трійці» Маркіян Шашкевич, Яків Головацький та Іван Вагилевич, а також письменники Степан Васильченко, Осип Маковей, В'ячеслав Будзиновський, Василь Бобинський, Улас Самчук, Олена Теліга та ряд інших.
На Мостищині відкрито пам'ятники видатним діячам: у Мостиськах — пам'ятники Б. Хмельницькому, Т. Шевченку, С. Бандері, у Судовій Вишні — Івану Вишенському, у Великих Новосілках і Хідновичах, де проживав і навчався Модест Менцинський — меморіальні дошки.

## Пам'ятки
- Пам'ятки архітектури Мостиського району
- Пам'ятки історії Мостиського району
- Пам'ятки монументального мистецтва Мостиського району